# Gérard Nagelmackers
Pour les articles homonymes, voir Nagelmackers.
Gérard Théodore Pierre Joseph Nagelmackers, né à Liège le 6 février 1777 et mort à Angleur le 25 juillet 1859 , est un banquier et homme politique belge, membre du Congrès national.

## Biographie
Nagelmackers termine ses humanités, à 18 ans, quand son père l’intéresse aux affaires de la banque qu’il dirige à Liège. Cette maison, de faible importance, se développe rapidement et finit par devenir l'un des établissements bancaires les plus importants du pays.
En 1817, à quarante-un ans, il commence une carrière politique. À peine est-il installé, de quelques mois, au conseil de régence que le collège électoral lui confie un siège aux États provinciaux. Le 18 juillet, les membres de cette assemblée le députèrent à leur tour, avec d’Omalius-Thierry, pour représenter la province de Liège à la seconde Chambre des États généraux en remplacement de MM. de Grady de Bellaire et de Schiervel, membres sortants non réélus. À la seconde Chambre, il défend les libertés commerciales. C’est en partie à ses discours et à ses motions que l’on doit la suppression du double droit qui pesait illégalement sur la Meuse et qui en paralysait la navigation. Aux États provinciaux, il est l’un des premiers à s’opposer aux projets anti-constitutionnels du gouvernement. Il contribue puissamment à organiser le pétitionnement de 1828.
Dévoué à l’opposition libérale, Nagelmackers prend une part active à la révolution belge de 1830.
Le 27 août 1830, Sandberg, gouverneur de la province de Liège, nomme, en vue des événements qui se déroulent à Bruxelles, une commission de sûreté publique chargée d’aviser, de concert avec les autorités constituées, au maintien de l’ordre public. Nagelmackers est désigné pour faire partie de ce comité qui exerce une grande influence sur l’esprit public. Il en suit assidûment les travaux et accepte plusieurs missions délicates.
Peu après, il est nommé président de la Chambre de commerce et membre du Comité provincial d’agriculture, de commerce et d’industrie, chargé d’éclairer le gouvernement sur les améliorations réclamées par la province. C'est ce comité qui, en novembre 1830, émet le premier l’idée de joindre l’Escaut au Rhin par un chemin de fer d'Anvers à Cologne afin de conserver à la Belgique le commerce de transit. Quatre ans plus tard, en 1834, cette idée reçoit une exécution pratique. 
Lors de la formation du Congrès national, le 4 novembre 1830, le corps électoral élit Nagelmackers au nombre de ses représentants. Il conserve son mandat jusqu’au 30 décembre 1830, date à laquelle il démissionne pour gérer ses affaires commerciales. Il n'a pris que rarement la parole au Congrès ; les Annales parlementaires ne mentionnent guère que le discours qu’il prononce à propos de l’exclusion de la maison d’Orange du pouvoir en Belgique. Il a voté pour l’indépendance du peuple belge (excepté les relations du Luxembourg avec la Confédération germanique) ; pour l’exclusion des Nassau ; pour la question préalable sur la disposition relative à l’indépendance du clergé ; pour la question de surveillance de l’enseignement ; pour l’institution des deux chambres ; contre la nomination des sénateurs par le Roi ; pour l'élection des sénateurs par les électeurs de la chambre des Représentants ; pour la dissolution du Sénat.

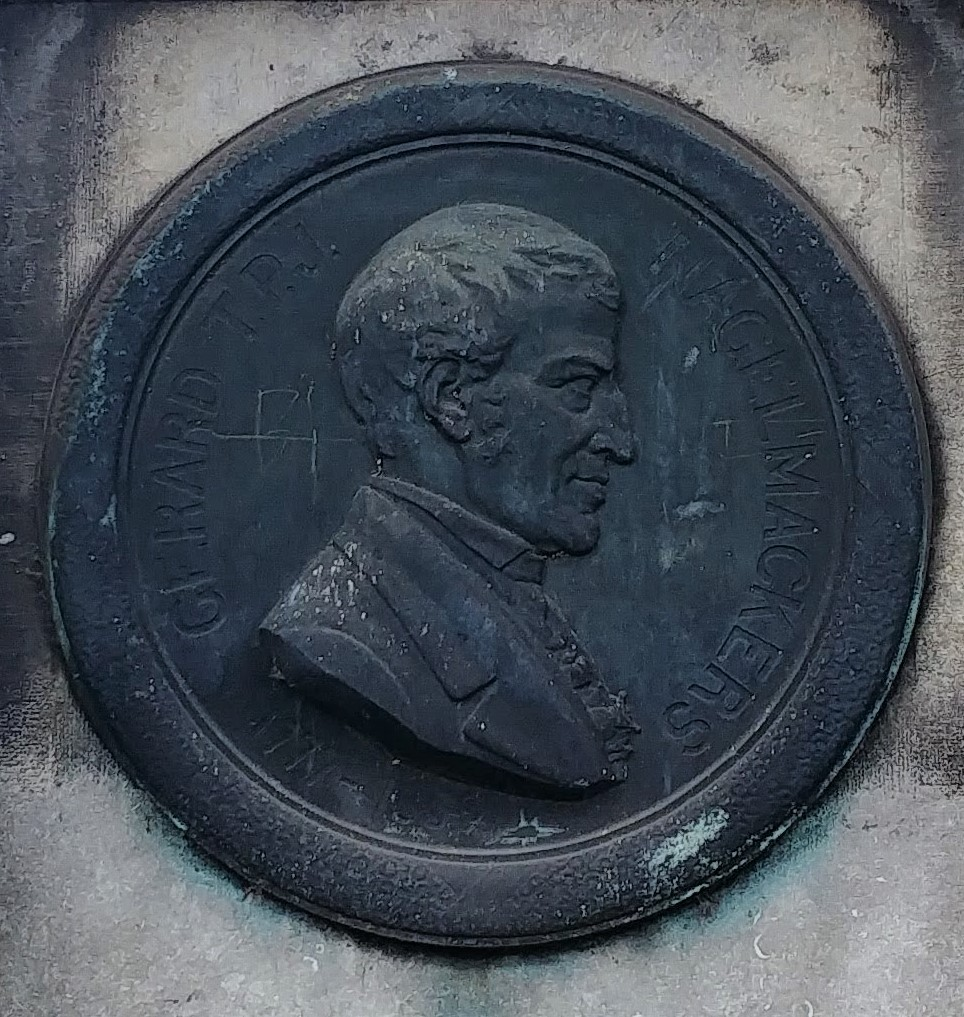
Médaillon de Gérard Nagelmackers au cimetière de la Diguette à Angleur.

Membre du nouveau Conseil de régence de Liège, Nagelmackers y siège jusqu’en 1836 et prend part aux débats de 1833 et de 1834 qui assurent la prépondérance du parti libéral aux élections communales. Appelé à faire partie du Conseil de la province lors de son installation en 1836, il est nommé président de cette assemblée et voit se renouveler dix-huit fois de suite son mandat à la presque unanimité des suffrages.
Il prend sa retraite en 1855. 
Il meurt à Angleur le 25 juillet 1859  et est inhumé au cimetière de la Diguette.

## Hommage
La rue Nagelmackers à Liège lui rend hommage.